# 水沟谷
水沟谷棉（羅馬化：Shwe Kokko Myaing；直译：「金色合欢树林」），简称水沟谷（羅馬化：Shwe Kokko），是缅甸苗瓦迪县苗瓦迪镇区下辖的一个镇。位處妙瓦底北部20（12英里）。由于缅甸政府在这一偏远地区的影响力和监督有限，水沟谷已发展成为一个博彩业兴盛的地区。
當地包括佘智江持有、由Chit Lin Myaing公司（克倫邦緬甸邊防部隊控制）與亞太國際控股集團（Yatai IHG）聯合建立的亚太新城（水沟谷经济特区）等開發項目，曾为中国一带一路项目一部分，包括其在內於當地的中國主導開發項目，牽涉非法賭博、人口販運、勒索和網絡欺詐活動等

## 項目活動
2018至2019年柬埔寨政府禁制在線賭場活動後，賭博猖獗的施漢諾市受到重創，在當地活躍的中國黑金投資者及犯罪集團大批轉移離開。到2019年後，水溝谷成為諸多賭博活動的新據點。
緬甸邊防部隊與佘智江合作經營的亞太城作為其一在線賭博中心，邊防軍得到30%運作獲益，剩餘70%收益就落入亞太集團。
新加波的Building Cities Beyond Blockchain公司（BCB Blockchain）在2019年成為亞太集團的獨家區塊連夥伴，其通過區塊鏈技術使有關實體繞過政府監管，進行金融交易和洗黑錢活動。在未經緬甸中央銀行或任何政府部門許可下，BCB Blockchain與亞太公司在水溝谷，聯合推出金融平台Fincy。
亞太集團籌劃和發展一個總值150億美金的經濟特區（SEZ），旨在於緬甸和泰國邊界附近打造一個吸引中國賭博玩家的遊樂場。事實上依據緬甸經濟特區法例，所建立的水溝谷項目區域，不符合正式獲准的經濟特區規範。2020年10月中國政府正式與該項目撇清界線，時中國駐緬甸大使聲明該計劃不屬於一帶一路的一部分。

## 爭議

### 亞太城項目
亞太城項目是當地的爭議焦點，涉及未經正式授權、非法佔據土地以建立賭場，更充斥犯罪和洗黑錢等活動，備受社區關注。即使當時的緬甸投資委員會僅批准亞太城180,000英畝（73,000公頃）的小規模項目計劃， 但其在2017年開始就進行大規模開發 時投資委員會僅批准在22.5英畝（9.1公頃）土地上建造59座豪華別墅，但實際建成規模遠超當局批出的限制>。
儘管項目宣稱會為當地社區帶來就業機會，其卻引進上千中國勞工參與開發。2020年6月，緬甸政府啟動一個全國性法院，圍繞該項目涉及的各種不當行為，進行調查，成功中止項目運作。而在當年，克倫邦緬甸邊防部隊與緬甸國家部隊間的關係，因為該項目的發展問題而有所惡化。
到2021年緬甸軍事政變後，由於緬甸軍政府解散民選政府，而軍方優先於應對缅甸内战的局勢，令亞太城項目得以重啟。克伦民族联盟的其中一個分支哥都禮軍，於2023年4月向水溝谷的克倫邦緬甸邊防部隊採取敵對行動，令當地局勢惡化，迫使超過10,000人逃至泰國。

### 犯罪活動
由於2019年柬埔寨加強打擊當地的非法在線賭博活動，中國犯罪集團和賭場經營者們轉移至緬甸外圍邊界區域，繼續進行活動。
據統計至2022年5月，水溝谷有1,225名中國人非法定居, 同時有上千非法中國勞工移居當地謀生。水溝谷也成為亞洲人口販運的一個目的地，不少來自泰國、柬埔寨、寮國、馬來西亞、香港、臺灣、印度、菲律賓等地的受害者，被所謂甜蜜前景和優厚工作引誘，墮入當地的中國犯罪集團控制，被迫參與犯罪集團的在線欺詐活動。據報在2022年9月，有超過300 個印度人被控制人身於當地。
在克倫邦邊防軍更名克倫民族軍而與緬甸國防軍切斷關係後，面對反軍政府勢力可能實施整頓的壓力威脅，當地不少犯罪中心減低受控制人的殘酷工作強度。不過欺詐活動和目標轉向英語使用者。據被營救烏干達受害者們曾遭受的奴役待遇，事實上超規格的安防機制，令大部分被禁錮強迫工作的受害者們難以脫身。